# 各務原市立那加第三小学校
各務原市立那加第三小学校（かかみがはらしりつ なかだいさんしょうがっこう）は、岐阜県各務原市那加東亜町にある公立の小学校。

## 概要
- 各務原市那加地区の小学校の一つである。
- 通学区域（自治会名による）は、西野町1、西野町2、新那加町、西那加町、楽天地町、本町、東那加町、日之出町、元町、吾妻町、東亜町、北栄町、栄町、南栄町、門前町1、前洞新町第1北、前洞新町第1南、前洞新町第2、前洞新町第3、前洞新町第4、前洞新町第5、日吉町、太平町1丁目、太平町2丁目、三井北町第1、三井北町第2、三井北町第3であり[1]、公立中学校の場合の進学先は各務原市立那加中学校である[2]。

## 沿革
- 1950年（昭和25年）2月28日 - 那加町議会で那加町東亜町に那加町立那加第二小学校の分校を設置することが議決される。
- 1951年（昭和26年）
  - 3月19日 - 分校を単独の小学校にし、那加第二小学校から分離することが決まる。
  - 4月1日 - 那加町立那加第三小学校として開校。
  - 4月8日 - 那加第三小学校分離式を行う。
- 1955年（昭和30年）12月17日 - 校舎を増築する。
- 1963年（昭和38年）4月1日 - 稲葉郡那加町、蘇原町、鵜沼町、稲羽町が合併し、各務原市が成立。同時に各務原市立那加第三小学校に改称する。
- 1963年（昭和38年） - 体育館が完成する。
- 1972年～1974年（昭和47年～49年） - 新校舎が完成する。
- 1981年（昭和56年） - 新プールが完成する。

## 交通機関
- 名鉄各務原線 新那加駅より徒歩5分
- JR高山本線 那加駅より徒歩5分
- 各務原市ふれあいバス 那加線・川島線「プリニーの体育館前（総合体育館前）」バス停下車、徒歩5分

## 学校周辺施設
- 各務原市総合体育館
- 各務原市立中央図書館
- 各務原市民公園
- 学びの森 (各務原市)
- 新境川
- 中部学院大学各務原キャンパス
- 岐阜県立各務原西高等学校
- 各務原市立那加中学校
- 各務原市立那加第二小学校
- 各務原市立各務原特別支援学校